# Les Grecs de l’Empire Ottoman. Etude Statistique et Ethnographique
Les Grecs de l’Empire Ottoman. Etude Statistique et Ethnographique (в превод на български: Гърците в Османската империя. Статистическо и етнографско проучване) e книга, отпечатана на френски език в 1878 година в Цариград. Автор на книгата е френският историк и етнограф Александър Синве, преподавател по география в Отоманския лицей „Галатасарай“ в Цариград. Книгата е второ разширено и допълнено издание на излезлия през 1877 година труд на Синве Carte ethnographique de la Turquie d'Europe et dénombrement de la population grecque de l'Empire ottoman, в който се разширяват етническите граници на гърците на Балканите.
Книгата представлява опит за поселищно преброяване на гърците в Османската империя. Според автора сведенията му са „доставени от мухтарите по искане на Патриаршията, която искала да наложи справедливо един лек данък на гръцките семейства“.
Според български източници книгата е пълна с фрапиращи неточности и с тенденциозното си третиране на данните цели да преувеличи броя на гърците в империята. Докато в първото издание броят на гърците в империята е 3 750 000, във второто той нараства на 4 324 369 души. Синве влиза в полемика със защитаващия българските позиции френски цариградски вестник „Курие д'Ориан“, който в отговор на книгата на Синве отпечатва в същата 1878 година „Етнография на вилаетите Адрианопол, Монастир и Салоника“.

## Обхванати селища по епархии
| - I Тракия - Константинопол - Деркоска - Силиврийска - Метреска - Ираклийска - Мириофитска - Галиполска - Ганоска и Хорска - Визенска - Одринска - Литицка - Димотишка - Еноска - Маронийска - Имброска - Филипополска - Созоагатополска - Анхиалска - Месимврийска - Варненска | - II Македония - Солунска - Йерисовска и Светогорска - Ардамерска - Касандрийска - Камбанийска - Китроска - Берска - Петренска - Сервийска и Кожанска - Сярска - Елевтеруполска - Драмска - Ксантийска - Мелнишка - Струмишка - Поленинска - Воденска - Мъгленска - Сисанийска - Гревенска - Корчанска - Костурска - Пелагонийска - Велешка - Преспанска | - III Епир - Янинска - Артенска - Парамитийска - Дринополска - Веленска и Коницка - Мецовска и Гиромерийска - Белградска - Дирахийска | - IV Тесалия - Лариска - Стагийска - Трикийска - Димитриадска - Платамонска - Еласонска - Тавмакоска - Фанариоферсалска |